# Archiefinspectie
Archiefinspectie is een inspectievorm die zich richt op de archieven en de documentaire informatiehuishouding van een organisatie. In de meeste gevallen gaat het om een overheidsorganisatie of een organisatie, bekleed met enig overheidsgezag.

## Archiefinspectie (Nederland)
Nederland kent drie lagen van archiefinspectie, alle gericht op archieven van de overheid, en hebben hun grondslag in de Archiefwet 1995.

### Inspectie Overheidsinformatie en Erfgoed
Voorheen Erfgoedinspectie, voormalige Rijksarchiefinspectie (RAI).

Op basis van artikel 25a van de Archiefwet 1995 houdt de Inspectie Overheidsinformatie en Erfgoed toezicht op de vorming en op het beheer en behoud van de archieven van de centrale overheid. De Inspectie toetst de registratie, toegankelijkheid, veilige en duurzame opslag, selectie en vernietiging van archiefstukken. De sector inspecteert ook of de archieven die voor blijvende bewaring geselecteerd zijn, adequaat worden bewerkt en als erfgoed naar de openbare archieven worden overgebracht.

### Provinciale Archiefinspecties
In elke provincie is een provinciaal archiefinspecteur belast met het toezicht op de archiefzorg van gemeenten, waterschappen, gemeenschappelijke regelingen en de regionale politiekorpsen. Dit gebeurt op basis van artikel 33, 38 en 40 van de Archiefwet 1995 en artikel 45 van de Politiewet 1993. De provinciale archiefinspecteur houdt daarnaast toezicht op het beheer van de dynamische archieven door de provinciale organisatie en bij gemeenten waar geen archivaris is benoemd. Grondslag is artikel 28 van de Archiefwet 1995. De provinciale archiefinspecties werken samen in het landelijk overleg van provinciale archiefinspecteurs LOPAI. De Provinciale Archiefinspectie is per 1 oktober 2012 afgeschaft.

### Archiefinspectie bij gemeenten en waterschappen
Gemeenten en waterschappen kunnen overgaan tot de aanstelling van een gemeente- of waterschapsarchivaris, die dan is belast met het beheer van de oude archieven van die gemeente of dat waterschap (of van de gemeenten die zijn aangesloten bij een streekarchief of een regionaal historisch centrum).

Deze archivaris of een van zijn medewerkers is dan ook wettelijk belast met het toezicht op het beheer (artikels 32 en 37 Archiefwet 1995) van de moderne archieven die door die gemeente(n) of waterschap(pen) worden gevormd en beheerd. De gemeentearchivaris houdt ook toezicht bij de betreffende archieven van gemeenschappelijke regelingen en regiopolitie. Is in een gemeente of waterschap geen archivaris benoemd, dan neemt de provinciale archiefinspecteur de inspectietaak voor zijn rekening. 
De gemeentelijke archiefinspecteurs werken samen in het Werkverband Gemeentelijke Archiefinspecteurs.

### Vormen van toezicht
De archiefinspecties kunnen twee vormen van wettelijk toezicht uitoefenen: toezicht op het beheer (of de naleving) en toezicht op de zorg. De provinciaal archiefinspecteur is de enige die beide vormen van toezicht uitoefent.
Daarnaast kent de Erfgoedinspectie nog een meer generieke vorm: het systeemtoezicht.

#### Toezicht op het beheer / de naleving
Hierbij gaat het om toezicht op de ambtelijke verantwoordelijkheid voor het archiefbeheer. Houdt het overheidsorgaan zich aan alle bepalingen van de Archiefwet? Daarbij valt te denken aan de toegankelijkheid van archieven, materiële verzorging, veilige berging, tijdige selectie en overbrenging van archieven naar een archiefbewaarplaats. 
Toezicht op de naleving komt bij alle overheidsniveaus voor.

#### Toezicht op de zorg
Hierbij gaat het om toezicht op de bestuurlijke verantwoordelijkheid voor het archiefbeheer. Stelt het bestuur bijvoorbeeld voldoende geld beschikbaar, is er voldoende en deskundig personeel voor het beheer van de dynamische archieven, heeft men een archivaris benoemd en is er een archiefbewaarplaats aanwezig? Alleen gedeputeerde staten van de provincies hebben in de Archiefwet deze bevoegdheid gekregen. Zij oefenen dit toezicht uit op de gemeenten, waterschappen, gemeenschappelijke regelingen en de korpsen regiopolitie binnen de eigen provincie.
Toezicht op de zorg vergelijkbaar met andere vormen van toezicht die provincies uitoefenen op mede-overheden. Het college van gedeputeerde staten kan het dagelijks bestuur (bijvoorbeeld een college van burgemeester en wethouders) aanspreken op zijn bestuurlijke verantwoordelijkheden. Namens het college van gedeputeerde staten is de provinciale archiefinspecteur belast met het feitelijke toezicht.

#### Systeemtoezicht
Systeemtoezicht betreft toezicht houden op het interne systeem van controle en verantwoording op de informatiehuishouding. Waar overheidsorganisaties aantoonbaar hun informatiehuishouding op orde hebben, kan de toezichthouder (de inspectie) overschakelen op systeemtoezicht. De inspectie bepaalt op basis van risicoanalyse hoe intensief het toezicht is. De mate van toezicht is afhankelijk van het vermogen van organisaties om zelf verantwoordelijkheid te dragen voor het naleven van de regelgeving. Het resultaat is 'toezicht op maat'. De toezichthouder maakt zo veel mogelijk gebruik van controlesystemen van de geïnspecteerde waarmee de toezichtlast per saldo afneemt en de toezichthouder zich effectiever op de hoogste risicogebieden in het veld kan inzetten.
Systeemtoezicht is pas mogelijk als de zorgdrager aan een aantal eisen voldoet. De zorgdrager moet een normen- en toetsingskader hanteren en zorg dragen voor periodieke interne toetsing van de informatiehuishouding als onderdeel van de reguliere planning- en controlcyclus. De Erfgoedinspectie werkt aan een model om systeemtoezicht zo snel mogelijk te kunnen toepassen.

### Toetsingskader
Sinds 1 april 2010 hebben de archiefinspecties in Nederland één gezamenlijk toetsingskader, de Archiefregeling (2009).

De Regeling van de Minister van Onderwijs, Cultuur en Wetenschap met betrekking tot de duurzaamheid en de geordende en toegankelijke staat van archiefbescheiden en de bouw en inrichting van archiefruimten en archiefbewaarplaatsen (Archiefregeling) is gepubliceerd in de Staatscourant op 15 december 2009 (nr.WJZ/178205 (8189)).

Tot 1 april 2010 bestond het kader uit drie Ministeriële Regelingen:

- Regeling duurzaamheid archiefbescheiden (ex. artikel 11 van het Archiefbesluit)
- Regeling geordende en toegankelijke staat archiefbescheiden (ex. artikel 12 van het Archiefbesluit)
- Regeling bouw en inrichting archiefruimten en archiefbewaarplaatsen  (ex. artikel 13 van het Archiefbesluit)

Omdat de Archiefregeling een overgangsfase kent, zijn deze regelingen nog van toepassing op een aantal, individuele situaties.

Verder kan gebruikgemaakt worden van verschillende regels, modellen, kaders of normen om specifieke situaties te toetsen.

Zo heeft het Nationaal Archief een Beleidsregel digitale vervanging archiefbescheiden, bedoeld om te toetsen of archiefstukken die onmiddellijk na ontvangst of creatie gedigitaliseerd worden (om daarna het papieren origineel te vernietigen), als nieuw - juridisch en historisch - archiefstuk gezien kunnen worden.

De Provinciale Archiefinspecties hebben een Beleidsregel vervanging archiefbescheiden, bedoeld om te toetsen of zowel archiefstukken die verfilmd (microfilm), als gedigitaliseerd worden (om daarna het papieren origineel te vernietigen), als nieuw - juridisch en historisch - archiefstuk gezien kunnen worden. De provinciale beleidsregel richt zich overigens bij digitalisering op zowel achteraf te digitaliseren afgesloten dossiers ('retro-vervanging'), als op digitalisering onmiddellijk na ontvangst of creatie ('routinematige vervanging').

Daarnaast hebben de Provinciale Archiefinspecties een instrument ontwikkeld voor het toetsen van een archiefwaardig digitaal of elektronisch depot (e-depot): de Eisen Duurzaam Digitaal Depot (ED3). Daar waar de provinciale Beleidsregel zich voornamelijk richt op het proces van digitalisering, moet ED3 inzicht verschaffen in de manier van langdurig (duurzaam) beheer van digitale archiefbescheiden. De Beleidsregel en ED3 zijn dan ook complementair aan elkaar.

Dan is er ook nog de NEN2082, een Nederlandse norm met eisen voor functionaliteit van informatie- en archiefmanagement in programmatuur. De norm is gebaseerd op zowel ReMANO 2004 als het Kernmodel1.

De Beleidsregel, ED3 en NEN2082 kunnen als een conglomeraat van eisen en normen gezien worden om het beheer van digitale archiefbescheiden te toetsen aan de Nederlandse eisen voor archiefzorg en archiefbeheer.

### Algemeen
- Archiefinspecties.nl (portal voor archiefinspectie in Nederland)
- Inspectie Overheidsinformatie en Erfgoed (voorheen Erfgoedinspectie)
- LOPAI (landelijk overleg van provinciale archiefinspecteurs)
- WGA (werkverband gemeentelijke archiefinspecteurs)

### Wetten en regels
- Archiefwet 1995
- Archiefbesluit 1995
- Archiefregeling (2009)
- Regeling geordende en toegankelijke staat archiefbescheiden
- Regeling bouw en inrichting archiefruimten en archiefbewaarplaatsen
- Beleidsregel digitale vervanging archiefbescheiden (Nationaal Archief)
- Beleidsregel vervanging archiefbescheiden (LOPAI)[dode link]
- Politiewet 1993

### Eisen en normen
- NEN2082[dode link] (eisen voor functionaliteit van informatie- en archiefmanagement in programmatuur - voor downloaden norm moet betaald worden)
- ED3 (Eisen Duurzaam Digitaal Depot)
- Blog ED3 (Blog met ontwikkelingen rond ED3)